# Naturschutzgebiet Bromberg-Steinbrüche
Das Naturschutzgebiet Bromberg-Steinbrüche mit einer Größe von 2,82 ha liegt nordwestlich von Medebach. Es wurde 2003 mit dem Landschaftsplan Medebach durch den Hochsauerlandkreis als Naturschutzgebiet (NSG) ausgewiesen. Das NSG grenzt im Westen an die Landstraße 740. Das NSG ist fast gänzlich vom Landschaftsschutzgebiet Medebach umgeben. Die Nordfläche grenzt im Norden an das Landschaftsschutzgebiet Rodungsinsel Rennefeld. Das NSG besteht aus zwei Teilflächen.

## Gebietsbeschreibung
Im NSG handelt es sich um drei ehemalige Steinbrüche mit deren Umgebung. Die Steinbrüche haben bis zu 10 m hohe Felswände. Im NSG wurde der Feuersalamander nachgewiesen.

## Pflanzenarten im NSG
Das  Landesamt für Natur, Umwelt und Verbraucherschutz Nordrhein-Westfalen dokumentierte ferner im Schutzgebiet Pflanzenarten wie Berg-Platterbse, Besenginster, Echtes Johanniskraut, Gewöhnlicher Natternkopf, Gewöhnliches Ferkelkraut, Glattes Habichtskraut, Großblütiger Fingerhut, Heidelbeere, Kleine Bibernelle, Kleiner Wiesenknopf, Kleines Habichtskraut, Magerwiesen-Margerite, Mittlerer Wegerich, Preiselbeere, Rundblättrige Glockenblume, Salbei-Gamander, Schönes Johanniskraut, Waldmeister und Wiesen-Flockenblume.

## Schutzzweck
Das NSG soll die Steinbrüche mit ihrem Arteninventar schützen. Wie bei allen Naturschutzgebieten in Deutschland wurde in der Schutzausweisung darauf hingewiesen, dass das Gebiet „wegen der Seltenheit, besonderen Eigenart und Schönheit des Gebietes“ zum Naturschutzgebiet erklärt wurde.